# United Democratic Front (Südafrika)
Die United Democratic Front (kurz UDF; deutsch: „Vereinigte Demokratische Front“) war in den 1980er Jahren das wichtigste legale, außerparlamentarische Oppositionsbündnis in Südafrika.

## Geschichte
Als die Regierung Botha mittels eines Referendums im November 1983 unter der weißen Bevölkerung die seit 1977 geplante Verfassungsreform durchführte, war damit die Schaffung eines Dreikammersystems im Parlament verbunden. Auf diesem Wege zementierte sich für die schwarze Bevölkerung eine strukturelle Ausgrenzung im Prozess der politischen Mitbestimmung. Stattdessen privilegierte man die „weiße“ Vorherrschaft und beteiligte die indischstämmige Bevölkerung sowie die Coloureds durch ihre eigenen Kammern mit marginalen Mitwirkungsrechten am legislativen Prozess. Dagegen regte sich im Land Widerstand, der sich in Form von Wahlboykotten sowie Protesten äußerte und in der Folge zur Gründung der UDF führte.
Im Januar 1983 erläuterte erstmals der Pastor Allan Boesak die Struktur eines möglichen breiten Oppositionsbündnisses, das unter anderem kirchliche Gruppen, Frauenrechtsgruppen und Gewerkschaften umfasste. In den darauffolgenden Monaten wurden regionale Komitees in drei der damaligen vier Provinzen gegründet – ohne Oranje-Freistaat – und die Gründung der UDF vorbereitet. Die UDF wurde schließlich am 20. August 1983 in Mitchells Plain bei Kapstadt als nicht an Bevölkerungsgruppen gebundenes Bündnis von etwa 400 Organisationen gegründet. Das erste Ziel war die Bekämpfung des kurz zuvor eingeführten Dreikammersystems des Parlaments. Der Wahlspruch der UDF war UDF Unites, Apartheid Divides („UDF vereint, Apartheid trennt“).
1985 hatte die UDF rund drei Millionen Mitglieder. Dazu zählten neben Boesak der Erzbischof Desmond Tutu, Albertina Sisulu, Helen Joseph und Frank Chikane. Zu den Aktivitäten gehörten Mietboykotte, Schülerproteste, Streiks und der Boykott des Dreikammersystems. Einzelne Organisationen innerhalb der UDF standen der Aktion gegen die Wehrpflicht für weiße Männer nahe (End Conscription Campaign). 1987, auf dem Höhepunkt ihres Einflusses, hatte die UDF rund 700 Mitgliedsorganisationen.
1985 begann das Pietermaritzburg Treason Trial („Landesverratsprozess von Pietermaritzburg“) gegen 16 Anführer des Wahlboykotts, darunter Albertina Sisulu, Frank Chikane und Archie Gumede von der UDF und Mitglieder von Natal Indian Congress, Transvaal Indian Congress und South African Allied Workers’ Union. Bis 1986 wurden alle Angeklagten freigesprochen.
Im 1985 begonnenen Delmas Treason Trial waren auch führende UDF-Mitglieder wie Mosiuoa Lekota und Popo Molefe angeklagt. Sie wurden 1988 zu hohen Haftstrafen verurteilt, 1989 aber von der Appellate Division des Supreme Court freigesprochen.

### Beziehungen zu anderen Oppositionsgruppen
Die UDF übernahm teilweise die Rolle des verbotenen African National Congress (ANC). So nahm sie unter anderem die vom ANC getragene Freedom Charter („Freiheitscharta“) als Richtlinie an. Sie setzte sich für die Freilassung der inhaftierten ANC-Politiker ein. Die UDF war aber formell nie mit dem ANC verknüpft und beteiligte sich nicht am bewaffneten Widerstand, im Gegensatz zum ANC. Mit der Legalisierung des ANC 1990 verlor die UDF rasch an Bedeutung.
Die ebenfalls oppositionelle Black Consciousness Movement unterschied sich von der UDF dadurch, dass sie vorrangig der nicht-weißen Bevölkerungsmehrheit zu ihrem Recht verhelfen wollte. Die Azanian People’s Organisation (AZAPO) gründete 1987 das im Vergleich zur UDF radikalere National Forum.

### Die „Neue UDF“
Am 22. August 2005 wurde vom Provinzverband Westkap des Gewerkschaftsverbandes COSATU eine Initiative gestartet, die inoffiziell als „Neue UDF“ bezeichnet wird. Hintergrund waren Spannungen im Bündnis aus ANC, COSATU und Südafrikanischer Kommunistischer Partei.